# Alec Marantz
Alec Marantz (Glen Cove, 31 de janeiro de 1959) é um linguista estadunidense, pesquisador das áreas de sintaxe, morfologia e neurolinguística.
Aluno de Noam Chomsky, Marantz foi um dos principais teóricos da morfologia distribuída, dentro do quadro teórico da gramática gerativa, apresentada em 1993 no artigo Distributed Morphology and the Pieces of Inflection, publicado ao lado de Morris Halle. Até 2007, foi professor de Instituto Tecnológico de Massachusetts e atualmente se encontra na Universidade de Nova Iorque.
Desde a década de 1980, Marantz fez contribuições significativas à teoria sintática, especialmente no que diz respeito à representação estrutural de argumentos sintáticos, e às implicações semânticas e morfológicas dessa representação. Mais recentemente, ele tem usado a magnetoencefalografia (MEG) para estudar o processamento da linguagem humana, particularmente morfologia e léxico mental. A abordagem de Marantz à teoria linguística é caracterizada por sua ênfase na base empírica, incluindo evidências de intuições de falantes nativos, linguagem infantil, processamento da linguagem e organização neural da linguagem.